# Коханець леді Чаттерлей (фільм, 1981)
«Коханець леді Чаттерлей» (англ. Lady Chatterley's Lover) — художній фільм режисера Жуста Жакена, екранізація однойменного роману Девіда Герберта Лоуренса.

## Сюжет
В основі картини лежить скандально відомий твір британського романіста Д. Р. Лоуренса «Коханець леді Чаттерлей». На екрані — класичний любовний трикутник: молода, красива дружина, чоловік-інвалід і похмурий, навіть трохи злобний лісник, який доглядає за маєтком.
В 1917 році Констанція Рейд, двадцятидворічна дівчина, дочка відомого у свій час художника Королівської академії сера Малькома Рейда, виходить заміж за баронета Кліффорда Чаттерлея. Щастя Констанції Чаттерлей було недовгим. Через півроку після весілля її молодий чоловік Кліффорд в результаті отриманого в бою поранення перетворився в напівпаралізованого інваліда, прикутого до візка. Подружнє життя для Констанції звелося до спільних трапез, багатогодинних розмов, читання вголос і самотності в ліжку.
В 1920 році. Кліффорд і Констанція повертаються в маєток Регбі — родовий маєток Чаттерлеїв. Незважаючи на інвалідність чоловіка, Конні (так ласкаво називав дружину Чаттерлей) любить його і готова доглядати за ним і зберігати йому вірність, але він, розуміючи, що для молодої жінки життя без сексу може бути складним, благородно дозволяє їй завести коханця у тому випадку, якщо знайдеться підходяща кандидатура. Сер Кліффорд навіть згоден дати дитині своє ім'я, якщо жінка завагітніє.
Під час однієї з прогулянок Кліффорд знайомить Конні з їх новим єгерем, Олівером Меллорсом. Конні любить гуляти в лісі і тому час від часу відбуваються її випадкові зустрічі з єгерем, що сприяють виникненню взаємного інтересу. Вважаючи це чисто сексуальним захопленням, Констанція спочатку з ним віддається все більш вишуканим сексуальним експериментам. Однак після тривалої відпустки Констанція розуміє, що вона відчуває до Оліверу справжню любов. Зі згоди свого чоловіка сера Кліффорда Констанція вагітніє від єгеря і хоче видати дитини за спадкоємця сера Кліффорда.

## В ролях
- Сільвія Крістель — леді Констанція (Конні) Чаттерлей
- Шейн Брайант — сер Кліффорд Чаттерлей
- Ніколас Клей — Олівер Меллорс, коханець леді Чаттерлей
- Енн Мітчелл — Айві Болтон
- Елізабет Спріггс — леді Єва
- Паскаль Ріво — Хільда
- Пітер Беннетт — Філд, дворецький
- Ентоні Гед — Антон
- Френк Мурі — священик
- Бессі Лав — Флора
- Джон Тьюман — Робертс
- Майкл Х'юстон
- Фран Хантер — Мейд
- Майкл Райан — жиголо
- Марк Коллеано — жиголо

## Факти
Одна з останніх появ на екрані зірки німого кіно Бессі Лав.